# Mario Ricci
Mario Ricci (Padua, 13 de agosto de 1914-Como, 22 de febrero de 2005) fue un ciclista italiano que fue profesional entre 1938 y 1950. 
Durante su carrera profesional consiguió 25 victorias, de entre las cuales destacan 4 etapas del Giro de Italia, un Campeonato de Italia de ciclismo en ruta, dos ediciones de la Vuelta a Llombardia y una etapa de la Vuelta en Cataluña.
Entre 1967 y 1972 fue comisario técnico de la selección nacional de ciclismo italiana. Durante estos años se consiguieron dos triunfos al Campeonato del mundo de ciclismo: Vittorio Adorne, el 1968 a Imola, y Marino Basso, el 1972 a Gap.

## Palmarés
- 1932
  - 1.º en el Giro del Cigno
- 1941
  - 1.º en el Giro de Lombardía
  - 1.º en el Giro de la Provincia de Milán, con Fausto Coppi
  - 1.º en el Circuito de la Fortezza
  - 1.º en la Coppa Valle Scrivia
  - 1.º en Bolonia
- 1942
  - 1.º en el Circuito del Imperio a Roma
  - 1.º en Benevento
- 1943
  - Campeón de Italia en ruta
- 1944
  - 1.º en la Roma-Subiaco-Roma y vencedor de 2 etapas
- 1945
  - 1.º en el Giro de Lombardía
  - 1.º en el Trofeo Matteotti
  - 1.º en Bollate
  - Vencedor de una etapa al Giro de las Cuatro Provincias
- 1946
  - 1.º en la Milán-Mantua
  - 1.º en Bollate
  - Vencedor de una etapa al Giro de Italia
- 1947
  - 1.º en la Coppa Bernocchi
  - Vencedor de una etapa al Giro de Italia
  - Vencedor de una etapa al Tour de Romandía
- 1948
  - Vencedor de una etapa al Giro de Italia
- 1949
  - 1.º en la Coppa Bernocchi
  - Vencedor de una etapa al Giro de Italia
- 1950
  - Vencedor de una etapa a la Volta a Cataluña

### Resultados al Giro de Italia
- 1939. Abandona
- 1940. Abandona
- 1946. Abandona. Vencedor de una etapa
- 1947. Abandona. Vencedor de una etapa
- 1948. 33º de la clasificación general. Vencedor de una etapa
- 1949. 49.º de la clasificación general. Vencedor de una etapa
- 1950. Abandona

### Resultados al Tour de Francia
- 1949. 41.º de la clasificación general